# Taoxi (sockenhuvudort i Kina, Jiangxi Sheng, lat 27,78, long 115,58)
Taoxi är en sockenhuvudort i Kina. Den ligger i provinsen Jiangxi, i den sydöstra delen av landet, omkring 100 kilometer söder om provinshuvudstaden Nanchang. Antalet invånare är 13 971. Befolkningen består av 6 473 kvinnor och 7 498 män. Barn under 15 år utgör 20,0 %, vuxna 15-64 år 72 %, och äldre över 65 år 6,0 %.
Runt Taoxi är det ganska tätbefolkat, med 222 invånare per kvadratkilometer. Närmaste större samhälle är Qiqin, 8,8 km söder om Taoxi. I omgivningarna runt Taoxi växer i huvudsak blandskog.
Genomsnittlig årsnederbörd är 2 267 millimeter. Den regnigaste månaden är juni, med i genomsnitt 364 mm nederbörd, och den torraste är oktober, med 22 mm nederbörd.